# Georg Geyer (Maler)

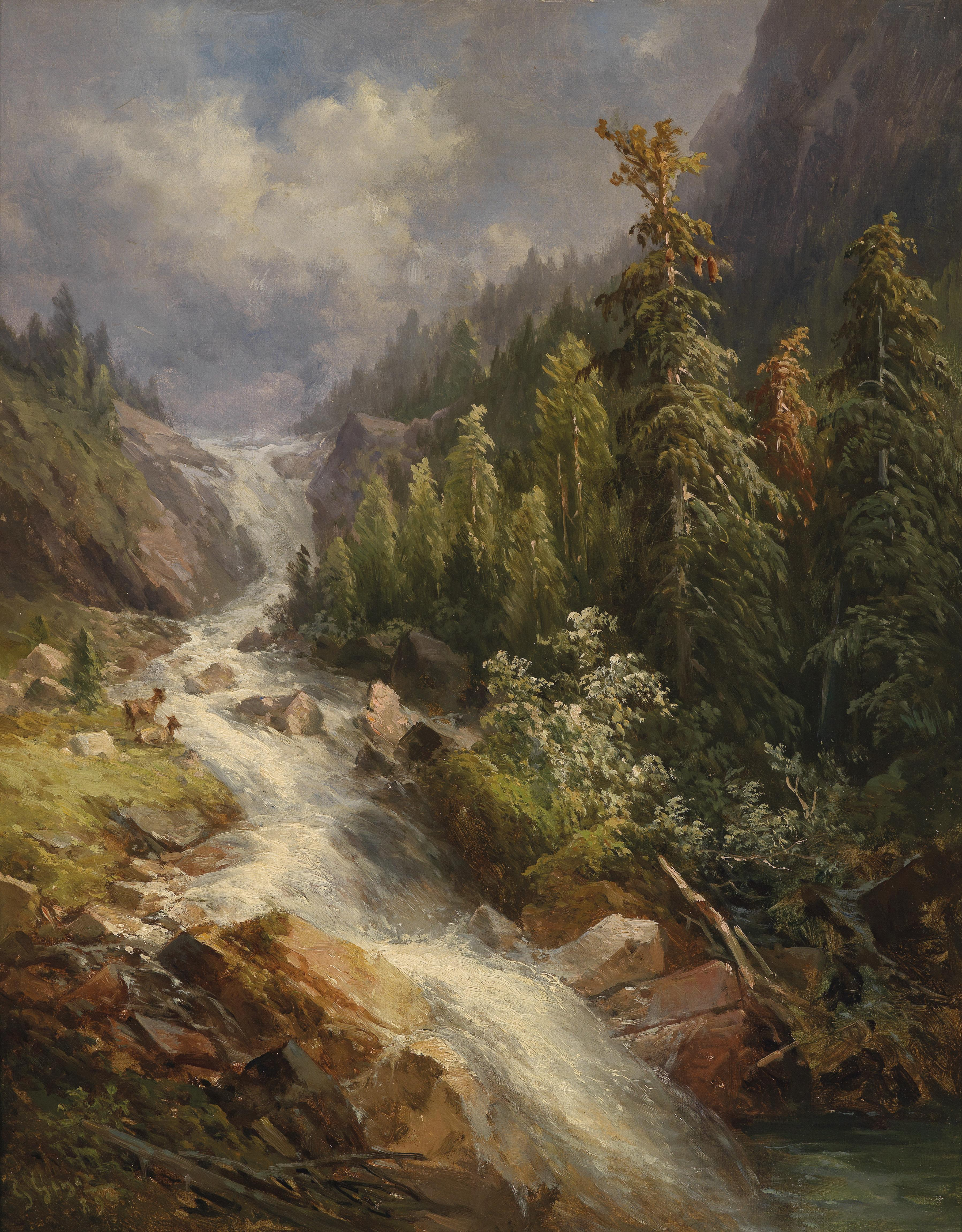
Stalbachfall am Grundlsee

Georg Geyer (* 12. September 1823 in Wien; † 19. September 1912 ebenda) war ein österreichischer Landschaftsmaler.
Geyer studierte an der Akademie der bildenden Künste Wien bei Josef Mössmer, Franz Steinfeld und Thomas Ender.
Er stellte seine Werke bei der Wiener Akademie im St. Annahof aus.	
Georg Geyer malte hauptsächlich Alpenlandschaften.